# Чолула де Ривадавија (Сан Педро Чолула)
Чолула де Ривадавија (шп. Cholula de Rivadavia) насеље је у Мексику у савезној држави Пуебла у општини Сан Педро Чолула. Насеље се налази на надморској висини од 2146 м.

## Становништво
Према подацима из 2010. године у насељу је живело 87897 становника.

### Хронологија
| Година       | 2000                  | 2005                  | 2010                  |
| ------------ | --------------------- | --------------------- | --------------------- |
| Становништво | 70715 (34077 / 36638) | 82964 (39786 / 43178) | 87897 (42125 / 45772) |

### Попис
| \| \| м \| \| \| ж \| \| 0—2 \| 2.346 \| \| \| 2.216 \| \| 3—5 \| 2.502 \| \| \| 2.549 \| \| 6—11 \| 5.354 \| \| \| 5.153 \| \| 12—14 \| 2.486 \| \| \| 2.472 \| \| 15—17 \| 2.541 \| \| \| 2.585 \| \| 18—24 \| 5.326 \| \| \| 5.764 \| \| 60+ \| 3.108 \| \| \| 3.893 \| \| Просек : \| 28,6 \| \| \| 30,0 \| |       |  |  |       |
| |       |  |  |       |
| | м     |  |  | ж     |
| 0—2 | 2.346 |  |  | 2.216 |
| 3—5 | 2.502 |  |  | 2.549 |
| 6—11 | 5.354 |  |  | 5.153 |
| 12—14 | 2.486 |  |  | 2.472 |
| 15—17 | 2.541 |  |  | 2.585 |
| 18—24 | 5.326 |  |  | 5.764 |
| 60+ | 3.108 |  |  | 3.893 |
| Просек : | 28,6  |  |  | 30,0  |

| #   | Индикатор                                                                                        | Вредност |
| --- | ------------------------------------------------------------------------------------------------ | -------- |
| 1   | Становништво од 0 до 2 године                                                                    | 4562     |
| 2   | Мушко становништво од 0 до 2 године                                                              | 2346     |
| 3   | Женско становништво од 0 до 2 године                                                             | 2216     |
| 4   | Становништво са 3 и више година                                                                  | 82759    |
| 5   | Мушко становништво са 3 и више година                                                            | 39491    |
| 6   | Женско становништво са 3 и више година                                                           | 43268    |
| 7   | Становништво са 5 и више година                                                                  | 79431    |
| 8   | Мушко становништво са 5 и више година                                                            | 37824    |
| 9   | Женско становништво са 5 и више година                                                           | 41607    |
| 10  | Становништво са 12 и више година                                                                 | 67201    |
| 11  | Мушко становништво са 12 и више година                                                           | 31635    |
| 12  | Женско становништво са 12 и више година                                                          | 35566    |
| 13  | Становништво са 15 и више година                                                                 | 62243    |
| 14  | Мушко становништво са 15 и више година                                                           | 29149    |
| 15  | Женско становништво са 15 и више година                                                          | 33094    |
| 16  | Становништво са 18 и више година                                                                 | 57117    |
| 17  | Мушко становништво са 18 и више година                                                           | 26608    |
| 18  | Женско становништво са 18 и више година                                                          | 30509    |
| 19  | Становништво од 3 до 5 година                                                                    | 5051     |
| 20  | Мушко становништво од 3 до 5 година                                                              | 2502     |
| 21  | Женско становништво од 3 до 5 година                                                             | 2549     |
| 22  | Становништво од 6 до 11 година                                                                   | 10507    |
| 23  | Мушко становништво од 6 до 11 година                                                             | 5354     |
| 24  | Женско становништво од 6 до 11 година                                                            | 5153     |
| 25  | Становништво од 8 до 14 година                                                                   | 11970    |
| 26  | Мушко становништво од 8 до 14 година                                                             | 6088     |
| 27  | Женско становништво од 8 до 14 година                                                            | 5882     |
| 28  | Становништво од 12 до 14 година                                                                  | 4958     |
| 29  | Мушко становништво од 12 до 14 година                                                            | 2486     |
| 30  | Женско становништво од 12 до 14 година                                                           | 2472     |
| 31  | Становништво од 15 до 17 година                                                                  | 5126     |
| 32  | Мушко становништво од 15 до 17 година                                                            | 2541     |
| 33  | Женско становништво од 15 до 17 година                                                           | 2585     |
| 34  | Становништво од 18 до 24 године                                                                  | 11090    |
| 35  | Мушко становништво од 18 до 24 године                                                            | 5326     |
| 36  | Женско становништво од 18 до 24 године                                                           | 5764     |
| 37  | Женско становништво од 15 до 49 година                                                           | 25440    |
| 38  | Становништво са 60 и више година                                                                 | 7001     |
| 39  | Мушко становништво са 60 и више година                                                           | 3108     |
| 40  | Женско становништво са 60 и више година                                                          | 3893     |
| 41  | Однос између мушкараца и жена                                                                    | 92.03    |
| 42  | Становништво од нуле до 14 година                                                                | 25078    |
| 43  | Становништво од 15 до 64 године                                                                  | 57579    |
| 44  | Становништво од 65 година и више                                                                 | 4664     |
| 45  | Просечан број деце                                                                               | 2.07     |
| 46  | Становништво рођено у ентитету                                                                   | 76577    |
| 47  | Мушко становништво рођено у ентитету                                                             | 36818    |
| 48  | Женско становништво рођено у ентитету                                                            | 39759    |
| 49  | Становништво рођено у другом ентитету                                                            | 9891     |
| 50  | Мушко становништво рођено у другом ентитету                                                      | 4594     |
| 51  | Женско становништво рођено у другом ентитету                                                     | 5297     |
| 52  | Становништво од 5 година и више резидентно у ентитету у јуну 2005. године                        | 75940    |
| 53  | Мушко становништво старосног доба од 5 година и више, резидентно у ентитету у јуну 2005. године  | 36042    |
| 54  | Женско становништво старосног доба од 5 и више година, резидентно у ентитету у јуну 2005. године | 39898    |
| 55  | Становништво од 5 година и више које је живело у другом ентитету у јуну 2005. године             | 2490     |
| 56  | Мушко становништво старије од 5 година које је живело у другом ентитету у јуну 2005. године      | 1215     |
| 57  | Женско становништво старије од 5 година које је живело у другом ентитету у јуну 2005. године     | 1275     |
| 58  | Становништво од 3 године и више које говори аутохтони језик                                      | 841      |
| 59  | Мушко становништво старо 3 године и више које говори аутохтони језик                             | 451      |
| 60  | Женско становништво старо 3 године и више које говори аутохтони језик                            | 390      |
| 61  | Становништво од 3 године и више које говори аутохтони језик и не говори шпански језик            | 4        |
| 62  | Мушко становништво старо 3 године и више које говори аутохтони језик и не говори шпански         | 0        |
| 63  | Женско становништво старо 3 године и више које говори аутохтони језик и не говори шпански језик  | 4        |
| 64  | Становништво старо 3 године и више које говори аутохтони језик и шпански                         | 695      |
| 65  | Мушко становништво старо 3 године и више које говори аутохтони језик и шпански                   | 375      |
| 66  | Женско становништво старо 3 године и више које говори аутохтони језик и шпански                  | 320      |
| 67  | Становништво од 5 година и више које говори аутохтони језик                                      | 832      |
| 68  | Становништво од 5 година и више које говори аутохтони језик и не говори шпански језик            | 4        |
| 69  | Становништво од 5 година и више које говори аутохтони језик и говори шпански језик               | 688      |
| 70  | Становништво у домородачким домаћинствима                                                        | 1734     |
| 71  | Становништво са ограничењима у активностима                                                      | 2442     |
| 72  | Становништво са ограниченим ходањем или кретањем, горе или доле                                  | 1336     |
| 73  | Становници са ограничењима вида, чак и уз кориштење сочива                                       | 603      |
| 74  | Становништво са ограничењима говора, комуникације или конверзације                               | 200      |
| 75  | Становништво са ограниченим слухом                                                               | 248      |
| 76  | Становништво са ограничењима при одевању, купању или јелу                                        | 119      |
| 77  | Становништво са ограничењима у опажању или учењу једноставних ствари                             | 84       |
| 78  | Становништво са менталним ограничењима                                                           | 248      |
| 79  | Становништво без ограничења активности                                                           | 84423    |
| 80  | Становништво од 3 до 5 година које не похађа школу                                               | 1631     |
| 81  | Мушко становништво од 3 до 5 година које не похађа школу                                         | 816      |
| 82  | Женско становништво од 3 до 5 година које не похађа школу                                        | 815      |
| 83  | Становништво од 6 до 11 година које не похађа школу                                              | 283      |
| 84  | Мушко становништво од 6 до 11 година које не похађа школу                                        | 155      |
| 85  | Женско становништво од 6 до 11 година које не похађа школу                                       | 128      |
| 86  | Становништво од 12 до 14 година које не похађа школу                                             | 395      |
| 87  | Мушко становништво од 12 до 14 година које не похађа школу                                       | 204      |
| 88  | Женско становништво од 12 до 14 година које не похађа школу                                      | 191      |
| 89  | Становништво од 15 до 17 година похађа школу                                                     | 3729     |
| 90  | Мушко становништво од 15 до 17 година похађа школу                                               | 1825     |
| 91  | Женско становништво између 15 и 17 година живота у школи                                         | 1904     |
| 92  | Становништво од 18 до 24 године похађа школу                                                     | 4132     |
| 93  | Мушко становништво од 18 до 24 године похађа школу                                               | 2056     |
| 94  | Женско становништво од 18 до 24 године похађа школу                                              | 2076     |
| 95  | Становништво од 8 до 14 година које не може да чита и пише                                       | 287      |
| 96  | Мушко становништво старосног доба од 8 до 14 година које не може да чита и пише                  | 169      |
| 97  | Женско становништво старосног доби од 8 до 14 година које не може да чита и пише                 | 118      |
| 98  | Становништво од 15 година и више које је неписмено                                               | 2097     |
| 99  | Мушко становништво од 15 година и више које је неписмено                                         | 718      |
| 100 | Женско становништво од 15 година и више које је неписмено                                        | 1379     |
| 101 | Становништво старо 15 и више година без школовања                                                | 2215     |
| 102 | Мушко становништво старо 15 и више година без школовања                                          | 786      |
| 103 | Женско становништво старо 15 и више година без школовања                                         | 1429     |
| 104 | Становништво старосног доба 15 и више година са непотпуним основним образовањем                  | 5358     |
| 105 | Мушко становништво старосног доба од 15 година и више са непотпуном основним образовањем         | 2233     |
| 106 | Женско становништво старосног доба 15 и више година са непотпуном основним образовањем           | 3125     |
| 107 | Становништво старо 15 и више година са комплетним основним образовањем                           | 12041    |
| 108 | Мушко становништво старо 15 година и више са комплетним основним образовањем                     | 5557     |
| 109 | Женско становништво старо 15 и више година са комплетним основним образовањем                    | 6484     |
| 110 | Становништво старосног доба 15 и више година са непотпуним средњим образовањем                   | 2520     |
| 111 | Мушко становништво старосног доба од 15 година и више са непотпуним средњим образовањем          | 1329     |
| 112 | Женско становништво старосног доба од 15 година и више са непотпуним средњим образовањем         | 1191     |
| 113 | Становништво старо 15 и више година са пуним секундарном образовањем                             | 11321    |
| 114 | Мушко становништво старосног доба од 15 година и више са пуним секундарном образовањем           | 5564     |
| 115 | Женско становништво старосног доба од 15 година и више са пуним секундарном образовањем          | 5757     |
| 116 | Становништво старије од 18 година са постосновним образовањем                                    | 26475    |
| 117 | Мушко становништво старије од 18 година са постосновним образовањем                              | 12715    |
| 118 | Женско становништво старије од 18 година са постосновним образовањем                             | 13760    |
| 119 | Просечна оцена школовања                                                                         | 9.91     |
| 120 | Просечан ниво образовања мушке популације                                                        | 10.16    |
| 121 | Просечан ниво образовања женског становништва                                                    | 9.69     |
| 122 | Економски активно становништво                                                                   | 36334    |
| 123 | Економски активна мушка популација                                                               | 23613    |
| 124 | Економски активна женска популација                                                              | 12721    |
| 125 | Становништво које није економски активно                                                         | 30561    |
| 126 | Мушко становништво које није економски активно                                                   | 7847     |
| 127 | Женско становништво које није економски активно                                                  | 22714    |
| 128 | Запослено становништво                                                                           | 35359    |
| 129 | Запослено мушко становништво                                                                     | 22908    |
| 130 | Запослено женско становништво                                                                    | 12451    |
| 131 | Незапослена популација                                                                           | 975      |
| 132 | Незапослена мушка популација                                                                     | 705      |
| 133 | Незапослена женска популација                                                                    | 270      |
| 134 | Становништво без права на здравствене услуге                                                     | 46211    |
| 135 | Становништво које има право на здравствене услуге                                                | 40892    |
| 136 | Становништво које има право на ИМСС                                                              | 24638    |
| 137 | Становништво које има право на социјално осигурање                                               | 3011     |
| 138 | Становништво које има право на државно социјално осигурање                                       | 1349     |
| 139 | Становништво које има право на опште осигурање или здравствено осигурање за нову генерацију      | 9063     |
| 140 | Становништво које је било једном или није било у браку током 12 година и више                    | 24364    |
| 141 | Венчано или уједињено становништво од 12 година и више                                           | 36728    |
| 142 | Становништво које је било у браку или уједињено 12 година и више                                 | 5989     |
| 143 | Становништво са католичком религијом                                                             | 77840    |
| 144 | Протестанти, еванђелисти и библијски следбеници различити од еванђелиста                         | 6031     |
| 145 | Становништво са другим религијама различитим од претходних                                       | 147      |
| 146 | Становништво без религије                                                                        | 1860     |
| 147 | Укупно пописаних домаћинства                                                                     | 21235    |
| 148 | Пописна домаћинства на челу са мушкарцима                                                        | 15965    |
| 149 | Пописна домаћинства на челу са женама                                                            | 5270     |
| 150 | Становништво у пописним домаћинствима                                                            | 86919    |
| 151 | Становништво у пописним домаћинствима на челу са мушкарцима                                      | 68521    |
| 152 | Становништво у пописним домаћинствима на челу са женама                                          | 18398    |
| 153 | Укупно домаћинстава                                                                              | 25782    |
| 154 | Укупно насељених домаћинстава                                                                    | 21423    |
| 155 | Укупно приватних кућа                                                                            | 25594    |
| 156 | Насељени приватни домови                                                                         | 21235    |
| 157 | Укупно насељених приватних кућа                                                                  | 21419    |
| 158 | Ненасељене приватне куће                                                                         | 3386     |
| 159 | Појединачна домаћинства за привремену употребу                                                   | 973      |
| 160 | Становници у насељеним приватним кућама                                                          | 86919    |
| 161 | Насељеност станара у приватним становима                                                         | 4.09     |
| 162 | Просечно становника по соби у приватним насељеним домаћинствима                                  | 0.99     |
| 163 | Појединачна домаћинства са подовима од различитих материјала од земље                            | 20541    |
| 164 | Појединачна домаћинства у приземљу                                                               | 544      |
| 165 | Појединачна домаћинства са једном спаваћом собом                                                 | 6071     |
| 166 | Појединачна домаћинства са две спаваће собе и више                                               | 15075    |
| 167 | Појединачна домаћинства са једним собом                                                          | 1231     |
| 168 | Појединачна домаћинства са две собе                                                              | 2798     |
| 169 | Појединачна домаћинства са 3 собе и више                                                         | 17089    |
| 170 | Појединачна домаћинства која имају електрично светло                                             | 21082    |
| 171 | Појединачна домаћинства која немају електрично светло                                            | 80       |
| 172 | Појединачна домаћинства која имају водоводну воду у стамбеном простору                           | 15170    |
| 173 | Појединачна домаћинства која немају водоводну воду у стамбеном простору                          | 5934     |
| 174 | Појединачна домаћинства која имају тоалет                                                        | 20624    |
| 175 | Појединачна домаћинства која имају канализацију                                                  | 20342    |
| 176 | Појединачна домаћинства која немају канализацију                                                 | 762      |
| 177 | Појединачна домаћинства која имају електрично светло, довод воде из јавне мреже и канализацију   | 15005    |
| 178 | Појединачна домаћинства без икаквих услова                                                       | 189      |
| 179 | Појединачна домаћинства која имају радио                                                         | 18855    |
| 180 | Појединачна домаћинства која имају телевизор                                                     | 20476    |
| 181 | Појединачна домаћинства која имају фрижидер                                                      | 17291    |
| 182 | Појединачна домаћинства која имају машину за веш                                                 | 13863    |
| 183 | Појединачна домаћинства која имају аутомобил или комби                                           | 10508    |
| 184 | Појединачна домаћинства која имају рачунар                                                       | 8607     |
| 185 | Појединачна домаћинства која имају фиксну телефонску линију                                      | 13458    |
| 186 | Појединачна домаћинства која имају мобилни телефон                                               | 14219    |
| 187 | Појединачна домаћинства која имају приступ интернету                                             | 6915     |
| 188 | Величина локације                                                                                | 10       |